# À cœur ouvert (film, 2012)
Cet article concerne le film de Marion Laine. Pour le film de Mike Binder, voir À cœur ouvert.
Pour les articles homonymes, voir À cœur ouvert.
Pour plus de détails, voir Fiche technique et Distribution.
À cœur ouvert est un film dramatique français réalisé en 2012 par Marion Laine.
Il s'agit d'une adaptation libre du roman Remonter l'Orénoque de Mathias Énard.

## Synopsis
Mila et Javier sont tous deux chirurgiens du cœur. Mariés depuis dix ans, ils ont deux passions : leur amour et leur métier. Mais Mila tombe enceinte, contre toute attente, et la perspective d’un enfant remet en cause l’équilibre de leur relation. Le penchant pour l’alcool de Javier devient alors une réelle menace…

## Fiche technique
- Titre original : À cœur ouvert
- Réalisation : Marion Laine
- Scénario : Anne Le Ny, Luc Bossi et Marion Laine, d'après le roman Remonter l'Orénoque de Mathias Énard
- Musique : Bruno Coulais
- Décors : Pierre Quefféléan
- Costumes : Olivier Bériot
- Photographie : Antoine Héberlé
- Son : Laurent Lafran
- Supervision musicale : My Melody
- Montage : Luc Barnier, Mathilde Van de Moortel
- Production déléguée : Christine Gozlan, Catherine Bozorgan
- Production associée : Marin Karmitz, Charles Gillibert
- Société de production : Thelma Films, Manchester Films, mk2
- Société de distribution : mk2
- Pays de production :  France
- Langue originale : français, espagnol
- Format : couleur — 35 mm — 1,35:1 — son Dolby numérique
- Genre : drame
- Durée : 87 minutes
- Dates de sortie :
  - France : 15 juin 2012 (au Festival du film de Cabourg), 8 août 2012 en salles

## Distribution
- Juliette Binoche : Mila
- Édgar Ramírez : Javier
- Hippolyte Girardot : Marc
- Amandine Dewasmes : Christelle
- Aurélia Petit : Sylvie
- Bernard Verley : Masson
- Romain Rondeau : David
- Elsa Tauveron : l'infirmière chef

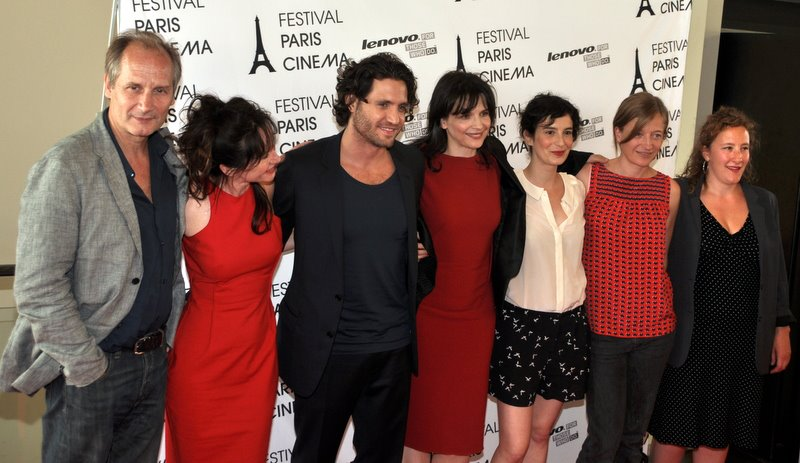
La réalisatrice et les principaux comédiens.

- Jacques Mateu : un collègue chirurgien
- Arrigo Lessana: un collègue chirurgien
- Bruno Blairet : l’interne
- Benaïssa Ahouari : le gardien du zoo
- Gaël Lépingle : le serveur au café

## Production
Le film est tourné en partie près des Chutes d'Iguazú, dans la province de Misiones en Argentine.

## Accueil

### Accueil critique
« Toujours un peu en retrait, pas assez sensible, elle laisse ses acteurs se débattre avec les humeurs très changeantes de leurs personnages et passe de la chronique gentiment bourgeoise, façon Claude Sautet, à l'hystérie passionnelle, genre Andrzej Zulawski. Mais cette mise en scène à la va-comme-je-te-pousse n'arrive pas à gâcher complètement l'original et foisonnant roman de Mathias Énard, Remonter l'Orénoque, dont ce film est l'adaptation. »

— Frédéric Strauss, Télérama, 8 août 2012

« Le pathétique mécanique de À Cœur ouvert tourne court. Si tragédie il y a, elle est involontaire : ayant revêtu la peau des caricatures, Juliette Binoche et Edgar Ramirez s'accordent à grand tort dans une double performance outrée comme on en a rarement vu.[...] Ces amants passionnés parlent la même langue, mais aucun de leurs mots n'est vrai. »

— Noémie Luciani, Le Monde, 7 août 2012

« Si le scénario manque souvent de tenue, la mise en scène atténue cette réserve grâce à un découpage à vif et un montage fiévreux qui ménagent de beaux espaces de jeu pour le couple Juliette Binoche (tout en poignantes ruptures) et Édgar Ramírez. Qui confirme, après Carlos, une rare présence, virile, fragile et séductrice, ainsi qu'un époustouflant sens de la cassure émotionnelle. »

— Xavier Leherpeur, Studio Ciné Live, 7 août 2012

### Box-office
- France : 72 277 entrées sur 9 semaines[2]
- Première séance (Paris) : 632 entrées pour 18 copies[3]